# Mervent
Mervent [mɛʁvɑ̃] ist Dorf und eine Gemeinde mit 1073 Einwohnern (Stand 1. Januar 2022) im  französischen Département Vendée in der Region Pays de la Loire. Die Gemeinde gehört zum Arrondissement Fontenay-le-Comte und zum Kanton Fontenay-le-Comte.

## Geschichte

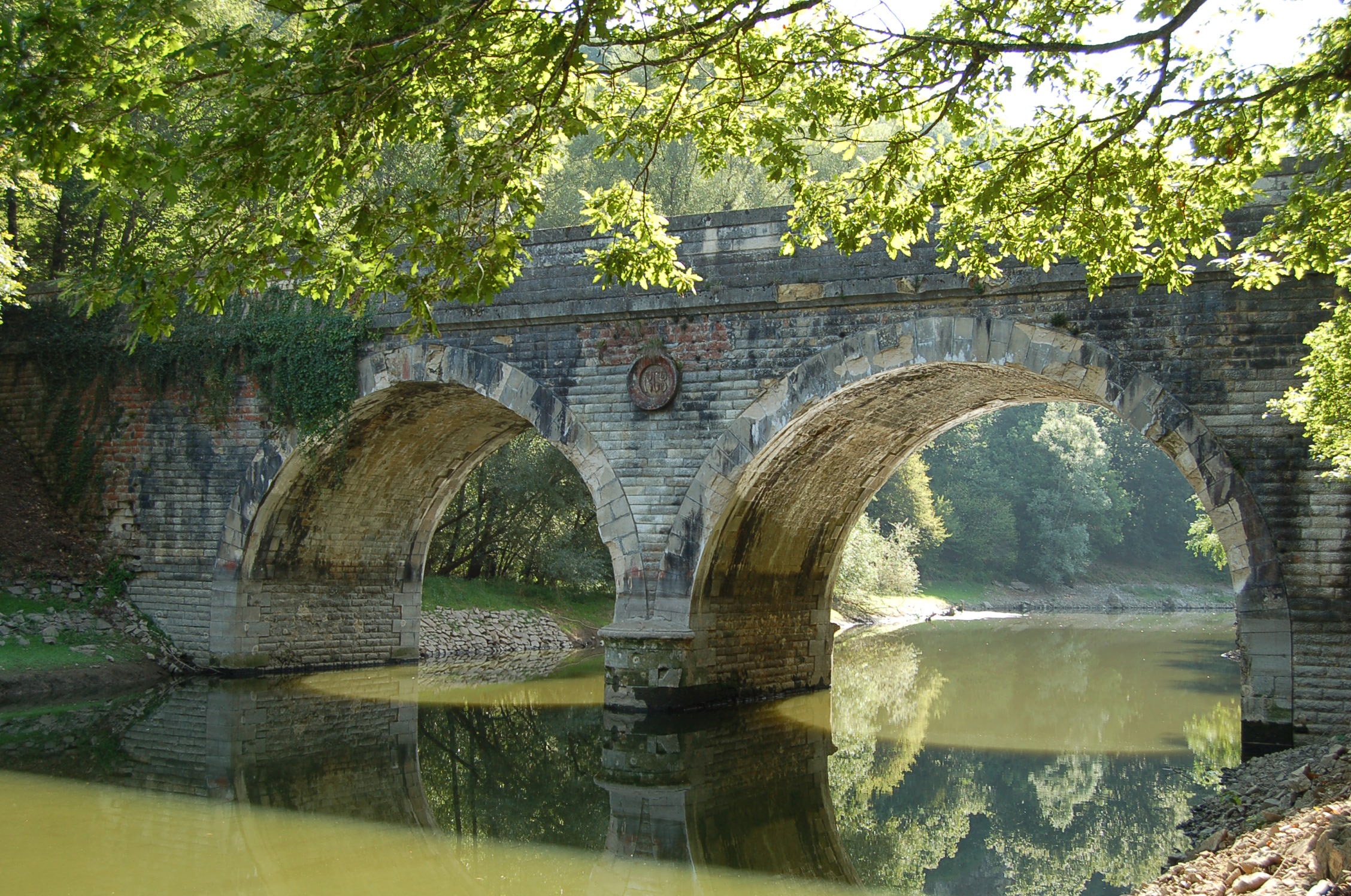
Straßenbrücke Pont de Diet über die Mère

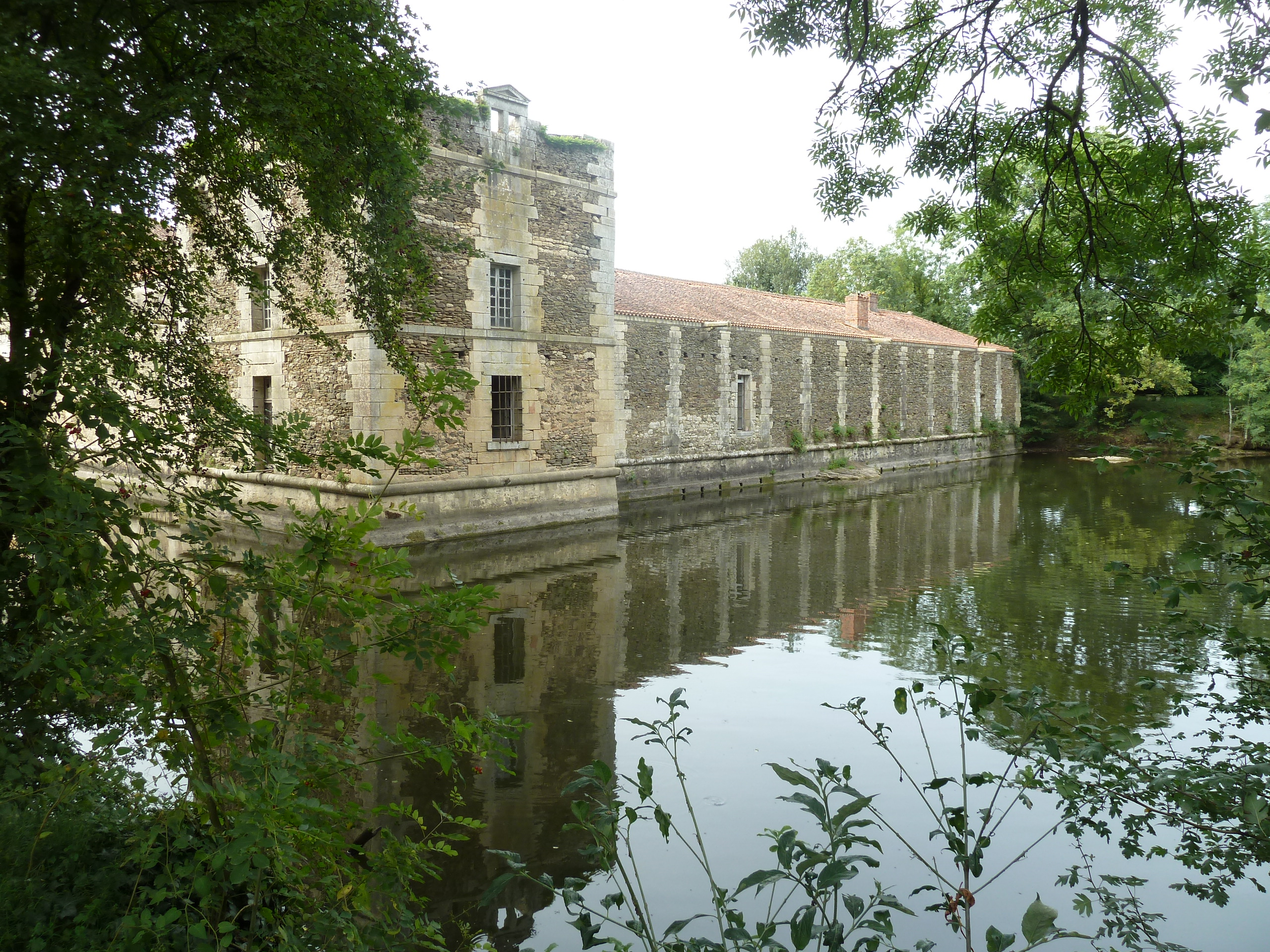
Château de la Citardière

Mervent liegt auf den Höhen eines bewaldeten Massivs an der Mündung des Flusses Mère in die Vendée; bereits im 6. Jahrhundert v. Chr. bestand hier eine befestigte Siedlung, die einzige bekannte in Westfrankreich aus dieser Zeit. Erste Ausgrabungen fanden im Frühjahr 2008 statt. Heute wird die Mère durch die Barrage de Mervent gestaut.

## Bevölkerungsentwicklung
- 1962: 0912
- 1968: 0938
- 1975: 0844
- 1982: 0890
- 1990: 1023
- 1999: 1059

Ab 1962 nur Einwohner mit Erstwohnsitz

## Sehenswürdigkeiten
Siehe auch: Liste der Monuments historiques in Mervent
- Das Château de la Citardière im Stil der Renaissance – Monument historique[2]
- Die Ruinen der alten Burg, die von den Engländern zerstört wurde.
- Der Forêt domaniale de Mervent-Vouvant.

## Persönlichkeiten
- Père Louis Grignion de Montfort (1673–1716), Volksmissionar, Schriftsteller und Ordensgründer